# Quận Custer, Colorado
Quận Custer là một quận thuộc tiểu bang Colorado, Hoa Kỳ.
Quận này được đặt tên theo George Armstrong Custer. Theo điều tra dân số của Cục điều tra dân số Hoa Kỳ năm 2010, quận có dân số 4255 người. Quận lỵ đóng ở Westcliffe.

## Địa lý
Theo Cục điều tra dân số Hoa Kỳ, quận có diện tích 1900 km2, trong đó có 3,4 km2 là diện tích mặt nước.